# مورونیک اسید
مورونیک اسید (به انگلیسی: Moronic acid) یک ترکیب شیمیایی با شناسه پاب‌کم ۴۸۹۹۴۱ است. 